# Li Ang
Li Ang (李昂; nombre real Shih Shu tuan siendo Li Ang su seudónimo) (7 de abril de 1952, Lukang, Taiwán) es una escritora feminista china. Después de graduarse en la Universidad de la cultura china con un grado en filosofía, estudió drama en la Universidad de Oregón, después de lo cual volvió para dedicarse a la enseñanza en su alma mater. Su principal obra es Matar al marido (殺夫: 1983), aunque tiene una numerosa producción. Los temas feministas y la sexualidad se encuentran presentes en gran parte de su obra. Muchas de sus historias se ambientan en Lukang.

## Matar al marido
Matar al marido critica el patriarcado chino tradicional. La heroína es vendida por el hermano de su padre, difunto, para casarla con un brutal carnicero mucho mayor que ella. La domina sexualmente y obtiene placer aterrándola de maneras diferentes, incluyendo una visita al matadero, después de lo cual la heroína queda en un estado mental confuso y desorientado, y acaba matándole con un cuchillo de carnicero.
Li Ang es conocida por su visión penetrante, idiosincrática y franca de la política de género en la vida social en el Taiwán contemporáneo. Comenzó a escribir a los 16 años, ha publicado cerca de veinte novelas y colecciones de cuentos que se centran en la mujer y la subjetividad femenina. Su atrevimiento y progresiva abrirse a temas que bordean en lo que es tabú dentro del contexto cultural de Taiwán le ha valido un amplio aplauso de la crítica tanto en el mundo chino de las letras como internacionalmente. Traducida a diferentes idiomas, y publicada por todo el mundo, sus obras han sido reseñadas en periódicos como el The New York Times; de sus obras se han hecho películas y series de televisión. En 2004, Li Ang recibió el honor de Caballero de la Orden de las Artes y las Letras que otorga el ministro francés de cultura y comunicación en reconocimiento a su sobresaliente contribución al mundo de la literatura.

## Obras
Esta es una lista completa de las obras de Li Ang publicadas en Taiwán.

### Novelas
- 1977 《人間世》El mundo secular (Taipéi: Dahan Publisher)
- 1982 《愛情試驗》Prueba de amor (Taipéi: Hongfan Bookstore)
- 1983 《殺夫：鹿城故事》Matar al marido (Taipéi: Linking Books)
- 1984 《她們的眼淚》Sus lágrimas (Taipéi: Hongfan Bookstore)
- 1985 《花季》Estación de las flores (Taipéi: Hongfan Bookstore)
- 1985 《暗夜》Noche oscura (Taipéi: China Times Publisher)
- 1986 《一封未寄的情書》Una carta de amor nunca enviada (Taipéi: Hongfan Bookstore)
- 1988 《年華》Los mejores años (Taipéi: Hongfan Bookstore)
- 1991 《迷園》Jardín misterioso (Taipéi: Maotun famai Co.)
- 1991 《甜美生活》Vida dulce (Taipéi: Hongfan Bookstore)
- 1992 《李昂集》Obras completas de Li Ang (Taipéi: Avanguard)
- 1997 《北港香爐人人插：戴貞操帶的魔鬼系列》El incensario de Beigang del deseo: serie el demonio con un cinturón de castidad (Taipéi: Rye Field Publishing Co)
- 1999 《禁色的暗夜：李昂情色小說集》La noche oscura del deseo prohibido (Taipéi: Crown Publisher)
- 2000 《自傳の小說》Autobiografía:una novela (Taipéi: Crown Publisher)
- 2004 《看得見的鬼》Fantasmas visibles (Taipéi: Unitas Publisher)
- 2005 《花間迷情》Amor encantado (Taipéi: Locus Publishing)
- 2007 《鴛鴦春膳》Una fiesta erótica para tortolitos (Taipéi: Unitas Publisher)
- 2009 《七世姻緣之台灣／中國情人》El matrimonio en site vidas: liosos asuntos amorosos de un taiwanés continental (Taiepei: Linking Books)
- 2011 《附身》Posesión (Taipéi: Chiuko)
- 2014 《路邊甘蔗眾人啃》Todo el mundo le da un mordisco a las cañas de azúcar que crecen junto a la carretera (Taipéi: Chiuko)

### Prosa
- 1987 《貓咪與情人》Un gato perdido y un amante (Taipéi: China Times Publisher)
- 2000 《漂流之旅》Viajero a la deriva (Taipéi: Crown Publisher)
- 2002 《愛吃鬼》Gourmet (Taipéi: Yifan)
- 2009 《愛吃鬼的華麗冒險》La espléndida aventura de un gourmet (Taipéi: Route Culture Co.)
- 2013 《愛吃鬼的祕徑：李昂帶路的美食奇妙之旅》El sendero secreto de un gourmet (Taipéi: Route Culture Co.)
- 2014 《李昂的獨嘉美食》Cocinas Chiayi exclusivas de Li Ang (Chiayi: Cultural Bureau of Chiayi City)

### Otras obras
- 1976 《群像─中國當代藝術家訪問》Grupo de personajes (Taipéi: Dahan Publisher; colección de entrevistas)
- 1984 《女性的意見》Opiniones de las mujeres (Taipéi: China Times Publisher; colección de artículos de periódico)
- 1985 《外遇》Affaires extramatrimoniales (Taipéi: China Times Publisher; ensayo de investigación)
- 1986 《走出暗夜》Saliendo de la noche oscura (Taipéi: Avanguard; colección de artículos de periódico)
- 1989 《水鬼城煌》Dios de la ciudad: el espíritu del agua (Taipéi: Yuan-liu Publishing Co; literatura para niños)
- 1993 《懶人變猴子：賽夏族的故事》Las personas perezosas se vuelven monos: folclore de Saisiat (Taipéi: Yuan-liu Publishing Co.; literatura para niños)
- 1993 《施明德前傳》Un capítulo temprano en la vida de Shi Mingde (Taipéi: Avanguard; biografía)
- 1994 《李昂說情》Li Ang habla de amor (Taipéi: Maotun famai Co.; colección de artículos de periódico)

## Para saber más
- Chinese Writers on Writing Li Ang. ed. Arthur Sze. (Trinity University Press, 2010).